# Криницина Маргарита Василівна
Маргарита Василівна Криницина (7 жовтня 1932, Нова Ляля, Свердловська область, Російська РФСР — 10 жовтня 2005, Київ, Україна) — українська і радянська акторка.

## Біографія
У 1955 році, закінчивши Всеросійський державний інститут кінематографії, отримала розподіл в Московський театр кіноактора. З 1959 року постійно жила в Києві. Ще в інституті, на четвертому курсі, одружилася з українським сценаристом Євгеном Онопрієнком.
Померла 10 жовтня 2005 року. Похована на Байковому кладовищі (ділянка № 49а).

## Відзнаки
Народна артистка України (з 1996 року). Лауреат Державної премії України імені О. Довженка (1999; за роль Проні Прокопівни в х/ф «За двома зайцями»), Спеціального приза кінофестиваля «Стожари» за внесок в українське кіно (1999). Кавалер ордена княгині Ольги III ступеня (2002; за великий особистий внесок у розвиток національного кіномистецтва, творчі досягнення і високий професіоналізм).

## Фільмографія

Могила Маргарити Кринициної і Євгена Онопрієнка

1. 1955 — Вольниця — Олена
2. 1955 — Доброго ранку — дівчина на танцювальному вечорі, продавчиня морозива
3. 1957 — Випадок на шахті вісім — офіціантка
4. 1958 — Та, що обганяє вітер — Катерина
5. 1960 — Катя-Катюша — Ельвіра
6. 1961 — За двома зайцями — Проня Прокопівна
7. 1962 — Зірочка («Капітани не спізнюються»)
8. 1963 — Стежки-доріжки
9. 1964 — Рогатий бастіон — Клава
10. 1965 — Немає невідомих солдатів — жінка, що копала оборонний рів
11. 1967 — Весілля в Малинівці — руда
12. 1967 — Циган — Стеша
13. 1967 — Вій
14. 1968 — На Київському напрямку — учасниця ополчення
15. 1968 — Великі клопоти через маленького хлопчика — мати Олексія
16. 1969 — Ад'ютант його високоповажності — пані на сходах, у котрої Мирон Осадчий розпитує за адвоката Гриценка
17. 1969 — Варчина земля — Лузанка
18. 1970 — Між високими хлібами — Тодоська
19. 1970 — Дивитися в очі...
20. 1970 — Блакитне і зелене (к/м)
21. 1970 — Сади Семираміди — Клавдія
22. 1971 — Бумбараш — Меланія
23. 1971 — Інспектор карного розшуку — Катерина Федорівна
24. 1973 — Будні карного розшуку — Курбатова
25. 1973 — Не мине і року...
26. 1973 — Нейлон 100 %
27. 1973 — Стара фортеця — мати Петька
28. 1974 — Юркові світанки — Марія Борисівна
29. 1974 — Народжена революцією — свідок Онисія Іванівна
30. 1975 — Червоний півень плімутрок
31. 1976 — Дні Турбіних — дружина Лісовича
32. 1976 — Така вона, гра
33. 1976 — Еквілібрист
34. 1977 — Рідні
35. 1977 — Перед іспитом — двірниця тітка Женя
36. 1977 — На короткій хвилі — комендантка
37. 1978 — Передвіщаючи перемогу — Олександра Безродня
38. 1978 — Дипломати мимоволі — Ольга
39. 1978 — Женці — Одарка
40. 1979 — Сусіди — Віра Петрівна
41. 1981 — Старі листи — сусідка Нюри
42. 1979 — Поїздка через місто
43. 1980 — Дачна поїздка сержанта Цибулі — тітка Єфросинія
44. 1982 — Жіночі радощі та смутки — головна лікарка
45. 1982 — Якщо ворог не здається… — дружина поліцая
46. 1983 — Екіпаж машини бойової — медсестра тітка Паша
47. 1983 — Справа для справжніх чоловіків — чергова у приймальному відділенні пологового будинку
48. 1983 — Миргород та його мешканці — Горпина
49. 1983 — Зелений фургон — конвоїрка
50. 1986 — Ми веселі, щасливі, талановиті!
51. 1986 — Самотня жінка бажає познайомитись — керівниця ательє
52. 1987 — І завтра жити
53. 1988 — Мудромір — керівниця Будинку моделей
54. 1988 — Грішник — робітниця заводу
55. 1989 — Робота над помилками — вчителька
56. 1989 — Годинникар і курка — Євдокія
57. 1990 — Допінг для янголів
58. 1990 — Сеніт зон — тітка з пиріжками
59. 1990 — Імітатор — голова художньої ради
60. 1991 — Тисяча доларів в одну сторону
61. 1991 — Медовий місяць
62. 1993 — Стамбульський транзит
63. 1993 — Не хочу одружуватись!
64. 1994 — Амур і демон
65. 1995 — «Будемо жити»
66. 1996 — Повернення «Броненосця»
67. 1997 — «Святе сімейство»
68. 2003 — «Ох, не кажіть мені про любов» (документальний фільм)